# Championnat de Tchécoslovaquie de football 1977-1978
Navigation
Saison précédente Saison suivante
La saison 1977-1978 du Championnat de Tchécoslovaquie de football est la 52e édition du championnat de première division en Tchécoslovaquie. Les seize meilleurs clubs du pays se retrouvent au sein d'une poule unique, la First League, où les formations s'affrontent deux fois, à domicile et à l'extérieur. À l'issue du championnat, le dernier du classement est relégué et remplacé par le meilleur club de II. Liga, la deuxième division tchécoslovaque.
C'est le club du Zbrojovka Brno qui termine en tête du classement du championnat avec deux points d'avance sur le tenant du titre, le Dukla Prague et quatre sur le FC Lokomotiva Kosice. C'est l'unique titre de champion de Tchécoslovaquie de l'histoire du club.

## Les 16 clubs participants
| - Dukla Prague - Jednota Trencin - Skoda Plzen - SK Slovan Bratislava - FC Bohemians Prague - TJ ZVL Žilina - Dukla Banska Bystrica - Promu de II. Liga - FK Inter Bratislava | - Zbrojovka Brno - FC Banik Ostrava - Tatran Presov - Promu de II. Liga - Lokomotiva Kosice - Sklo Union Teplice - SK Slavia Prague - Spartak Trnava - AC Sparta Prague |

## Compétition

### Classement
Le barème utilisé pour établir le classement est le suivant :
- Victoire : 2 points
- Match nul : 1 point
- Défaite : 0 point

| Rang | Équipe                       | Pts | J  | G  | N  | P  | Bp | Bc | Diff |
| ---- | ---------------------------- | --- | -- | -- | -- | -- | -- | -- | ---- |
| 1    | Zbrojovka Brno               | 43  | 30 | 18 | 7  | 5  | 64 | 25 | +39  |
| 2    | Dukla Prague (T)             | 41  | 30 | 19 | 3  | 8  | 73 | 33 | +40  |
| 3    | FC Lokomotíva Košice         | 39  | 30 | 17 | 5  | 8  | 53 | 34 | +19  |
| 4    | Slavia Prague                | 34  | 30 | 11 | 12 | 7  | 39 | 37 | +2   |
| 5    | Sklo Union Teplice           | 33  | 30 | 11 | 11 | 8  | 28 | 34 | -6   |
| 6    | FC Bohemians Prague          | 32  | 30 | 12 | 8  | 10 | 36 | 32 | +4   |
| 7    | Tatran Prešov (P)            | 30  | 30 | 11 | 8  | 11 | 45 | 40 | +5   |
| 8    | ŠK Slovan Bratislava         | 29  | 30 | 11 | 7  | 12 | 53 | 46 | +7   |
| 9    | FC Spartak Trnava            | 28  | 30 | 8  | 12 | 10 | 26 | 31 | -5   |
| 10   | FC Baník Ostrava (C)         | 28  | 30 | 11 | 6  | 13 | 35 | 41 | -6   |
| 11   | Jednota Trenčín              | 28  | 30 | 13 | 2  | 15 | 39 | 46 | -7   |
| 12   | Skoda Plzen                  | 26  | 30 | 12 | 2  | 16 | 29 | 42 | -13  |
| 13   | FK Dukla Banská Bystrica (P) | 26  | 30 | 9  | 8  | 13 | 32 | 46 | -14  |
| 14   | AC Sparta Prague             | 25  | 30 | 9  | 7  | 14 | 29 | 49 | -20  |
| 15   | FK Inter Bratislava          | 22  | 30 | 6  | 10 | 14 | 30 | 46 | -16  |
| 16   | TJ ZVL Žilina                | 16  | 30 | 5  | 6  | 19 | 29 | 58 | -29  |

|  | Qualification pour la Coupe d'Europe des clubs champions 1978-1979                                |
|  | Qualification pour la Coupe des Coupes 1978-1979                                                  |
|  | Qualification pour la Coupe UEFA 1978-1979                                                        |
|  | Relégation en II. Liga                                                                            |
|  | (T) Tenant du titre (C) Vainqueur de la Coupe du Tchécoslovaquie (P) : Promu de deuxième division |

## Bilan de la saison
| Championnat de Tchécoslovaquie de football 1977-1978 |                            |
| Champion                                             | Zbrojovka Brno (1er titre) |
| Coupes et trophées                                   |                            |
| Vainqueur de la Coupe de Tchécoslovaquie 1977-1978   | FC Banik Ostrava           |
| Qualifications continentales                         |                            |
| Coupe d'Europe des clubs champions 1978-1979         | Zbrojovka Brno             |
| Coupe des Coupes 1978-1979                           | FC Banik Ostrava           |
| Coupe UEFA 1978-1979                                 | Dukla Prague               |
| Coupe UEFA 1978-1979                                 | FC Lokomotiva Kosice       |
| Promotions et relégations                            |                            |
| Promus en I. Liga                                    | ZTS Kosice                 |
| Relégués en II. Liga                                 | TJ ZVL Žilina              |